# آنتون دیمیتروف (بازیکن فوتبال، زاده ۱۹۷۰)
آنتون دیمیتروف (انگلیسی: Anton Dimitrov؛ زادهٔ ۱۲ اوت ۱۹۷۰) بازیکن فوتبال است.
از باشگاه‌هایی که در آن بازی کرده است می‌توان به باشگاه فوتبال زسکا صوفیه اشاره کرد.